# Fusor (astronomia)
Fusor é um termo proposto para a UAI por Gibor Basri, professor de astronomia na Universidade da Califórnia em Berkeley, para ajudar a tornar mais clara a nomenclatura de corpos celestes. Sob esta definição um fusor poderia ser definido como sendo "um objeto que promove a fusão nuclear no decorrer de seu tempo de vida." Essa definição inclui qualquer forma de fusão nuclear, ou seja, a menor massa possível de um fusor equivale a 13 massas de Júpiter, a partir deste ponto a fusão do deutério se torna possível. A massa requerida para isto é significativamente menor que a massa necessária para sustentar a fusão do hidrogênio, que é de 60 vezes a massa de Júpiter. Objetos não podem ser considerados como sendo de natureza "estelar" até atingirem 75 vezes a massa de Júpiter, quando a contração gravitacional, isto é, a contração do objeto gerada pela gravidade, é contida pelo calor gerado pela reação nuclear interna.